# NGC 6496

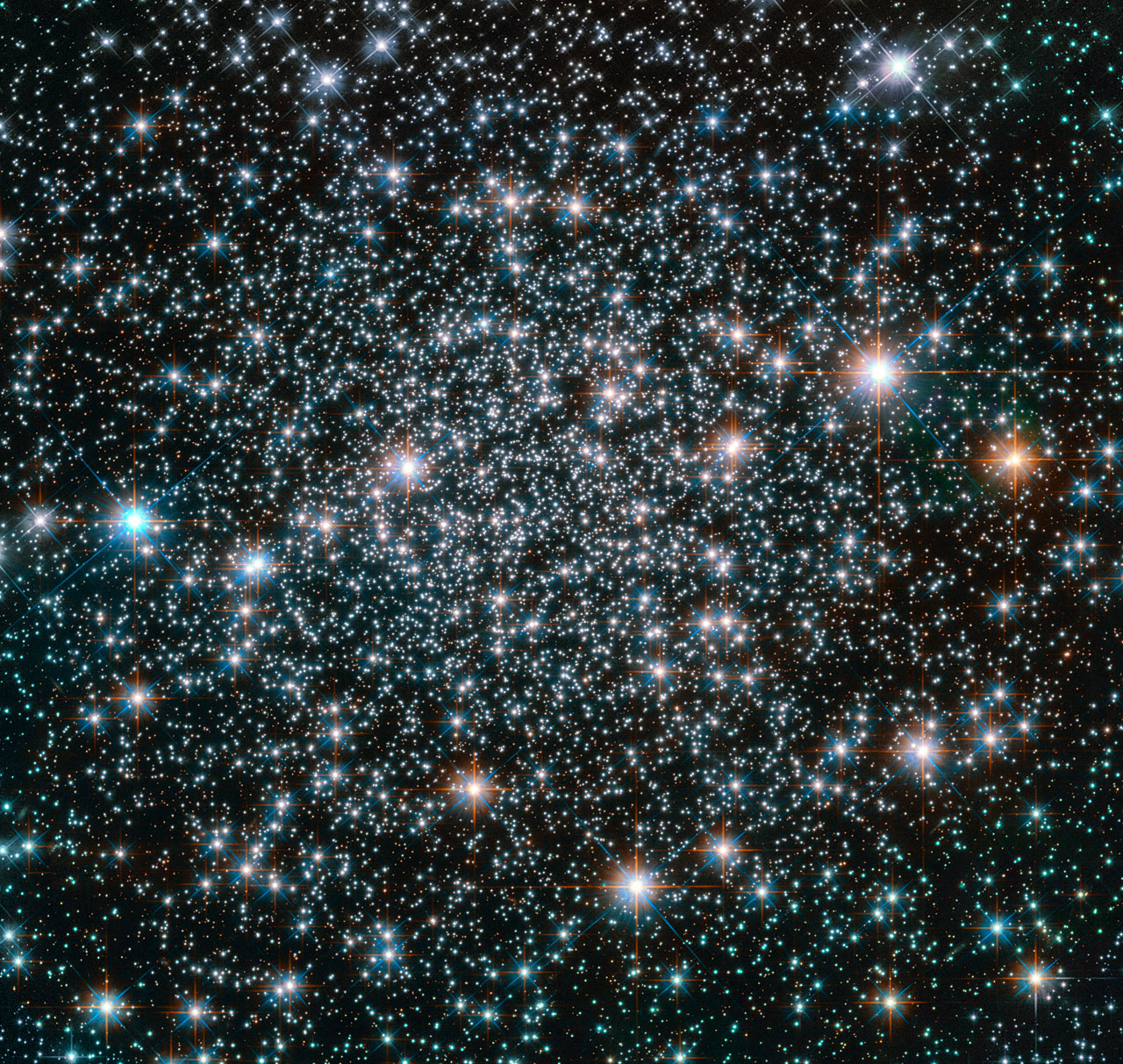
Het centrum van NGC 6496

NGC 6496 is een bolvormige sterrenhoop in het sterrenbeeld Schorpioen. Het hemelobject werd op 28 juni 1826 ontdekt door de Schotse astronoom James Dunlop.

## Synoniemen
- GCL 80
- ESO 279-SC13